# Buchen- und Bruchwälder bei Einsiedelei und Apollmicke
Buchen- und Bruchwälder bei Einsiedelei und Apollmicke este o arie protejată (arie specială de conservare — SAC, sit de importanță comunitară — SCI) din Germania întinsă pe o suprafață de 286,62 ha, integral pe uscat.

## Localizare
Centrul sitului Buchen- und Bruchwälder bei Einsiedelei und Apollmicke este situat la coordonatele 51°03′48″N 7°57′41″E / 51.0633°N 7.9614°E.

## Înființare
Situl Buchen- und Bruchwälder bei Einsiedelei und Apollmicke a fost declarat sit de importanță comunitară în martie 2001 pentru a proteja un număr necunoscut de specii din flora spontană și fauna sălbatică aflate în arealul zonei. Situl a fost protejat și ca arie specială de conservare în iunie 2004.

## Biodiversitate
Situată în ecoregiunea continentală, aria protejată conține 5 habitate naturale: Cursuri de apă de la nivel de câmpie la nivel montan, cu vegetație Ranunculion fluitantis și Callitricho-Batrachion, Fânețe de joasă altitudine (Alopecurus pratensis, Sanguisorba officinalis), Păduri de fag Luzulo-Fagetum, Mlaștini împădurite, Păduri aluvionare cu Alnus glutinosa și Fraxinus excelsior (Alno-Padion, Alnion incanae, Salicion albae).
La baza desemnării sitului se află un număr nedeclarat de specii protejate.
Pe lângă speciile protejate, pe teritoriul sitului au mai fost identificate 4 specii de plante.